# Apparizione di Cristo ai santi Rocco e Carlo
L'Apparizione di Cristo ai santi Rocco e Carlo è un olio su tela di Giulio Cesare Procaccini, risalente al 1624-25, oggi facente parte della pinacoteca civica di Caravaggio, in Lombardia.

## Storia
La tela era originariamente collocata nella chiesa di San Bernardino, dove era stata commissionata dai Cistercensi per decorare l'altare di san Rocco; la commissione è documentata da un manoscritto risalente al 1600, secondo cui
La scelta dei Cistercensi di rivolgersi ad una maestranza milanese, piuttosto che bergamasca, ne conferma i forti legami con l'ambiente culturale e religioso meneghino, che aveva favorito il loro insediamento a Caravaggio.
Quando, nel 1800, il monastero cistercense di San Bernardino fu soppresso, la pala fu spostata nella chiesa di San Giovanni e fu successivamente data per dispersa.

## Descrizione
Il soggetto della pala, corrispondentemente alle richieste della committenza, è semplice, quasi didascalica, e per questo priva di arditezze barocche; le figure sono disposte frontalmente, in uno spazio quasi privo di profondità.
L'opera si inserisce nel ciclo di raffigurazioni pittoriche elaborate a cavallo degli anni 1620 per raffigurare l'epidemia di peste che in quegli anni stava interessando il milanese, e che sarebbe proseguita almeno fino al 1630; il soggetto è costituito dai due santi, san Rocco e san Carlo, che implorano la pietà di Dio, indicando a Cristo i cadaveri dei morti in primo piano. Cristo, con fare imperioso, risponde ordinando ad un angelo di riporre la spada nel fodero. Sullo sfondo è visibile un lazzaretto.
Il dipinto raffigura icasticamente la virulenza della peste, che colpisce mortalmente la popolazione; il suo imperversare è metaforicamente simboleggiato dalla piaga di san Rocco, ancora aperta. L'atmosfera è buia e pesante; i toni sono freddi, e concentrati nella parte bassa del dipinto. Più in alto l'alone degli angeli cherubini diffonde una luminosità fumosa rosa e gialla.

## Stile
L'opera costituisce un esempio classico dello stile del tardo Procaccino, improntato alla ripetizione manieristica di modelli e formule ricorrenti; i personaggi, privi di slanci inventivi, sono una mera riproposizione di motivi pittorici già noti, e furono probabilmente realizzati con l'aiuto significativo degli aiutanti del pittore.
La figura di Cristo è collocata in una rigida posizione frontale; san Carlo è rappresentato nella convenzionale posizione di devozione, mentre gli angeli e san Rocco si rifanno allo stile neoparmense.
Le grandi ali spalancate costituiscono, al contrario, un motivo di grande interesse pittorico; sono realizzate con una morbida stesura di ocra e grigio e con sottili pennellate di rosso e di giallo.